# Aspicera scutellata
Aspicera scutellata is een vliesvleugelig insect uit de familie van de Figitidae. De wetenschappelijke naam van de soort is voor het eerst geldig gepubliceerd in 1789 door Villers.